# Piste Oreiller-Killy
Die Piste Oreiller-Killy (kurz O.K.-Piste oder OK-Piste) ist eine rote Skipiste im französischen Wintersportort Val-d’Isère. Sie ist nach den beiden Skirennläufern Henri Oreiller und Jean-Claude Killy benannt und seit 1966 Schauplatz des Kriteriums des ersten Schnees. Wie bei der Piste La face de Bellevarde liegt der Start unterhalb des 2827 Meter hohen Gipfels des Rocher de Bellevarde, allerdings auf der anderen Seite des Berges. Das Ziel befindet sich auf ca. 1800 Metern Seehöhe in La Daille, einem Ortsteil von Val-d’Isère.
Sowohl für die Damen als auch für die Herren fanden bereits Rennen aller Disziplinen auf der O.K.-Piste statt. Sie gilt neben der Saslong in Gröden, der Lauberhornabfahrt in Wengen, der Streif in Kitzbühel und der Kandahar-Abfahrt Garmisch als eine der fünf klassischen Abfahrten im alpinen Skiweltcup.
Im Vergleich zu den Pisten Solaise und La face de Bellevarde, die bei den Skiweltmeisterschaften 2009 für die Frauen bzw. für die Männer zum Einsatz kamen, ist die O.K.-Piste flacher und technisch weniger anspruchsvoll. Im Weltcup finden die Rennen der Damen weiterhin auf der O.K.-Piste statt, während die Herren seit 2008 auf der Face de Bellevarde fahren.